# Kanton Bischheim

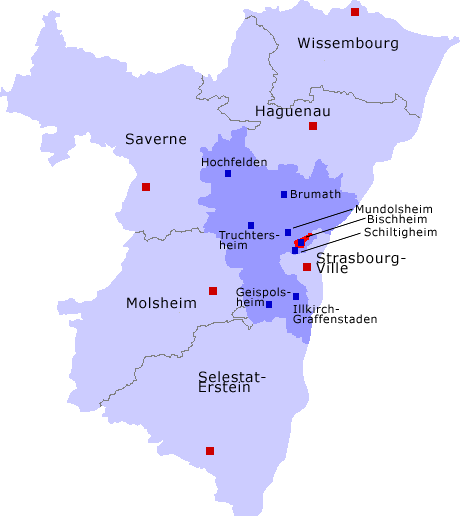
Lage des Kantons Bischheim im Arrondissement Strasbourg-Campagne und im Département Bas-Rhin

Der Kanton Bischheim war bis 2015 ein französischer Wahlkreis im Arrondissement Strasbourg-Campagne im Département Bas-Rhin in der Region Elsass.

## Geschichte
Der Kanton wurde am 4. März 1790 im Zuge der Einrichtung der Départements als Teil des damaligen "Distrikts Strasbourg" gegründet.
Mit der Gründung der Arrondissements am 17. Februar 1800 wurde der Kanton als Teil des damaligen Arrondissements Strasbourg neu zugeschnitten.
Von 1871 bis 1919 gab es keine weitere Untergliederung des damaligen "Kreises Straßburg (Land)".
Am 28. Juni 1919 wurde der Kanton Teil des neuen Arrondissements Strasbourg-Campagne.
Am 22. März 2015 wurde der Kanton aufgelöst.

## Gemeinden
Die beiden Gemeinden des Kantons waren (Einwohnerzahlen vom 1. Jan. 2012):
- Bischheim (17.491)
- Hœnheim (11.031)